# La Seyne-sur-Mer
La Seyne-sur-Mer, vagy a La Seyne település Délkelet-Franciaországban, Provence-Alpes-Côte d’Azur régióban. Ez is része Toulon agglomerációjának, mely nyugatra a  szomszédos város.

## Fekvése
Toulontól délkeletre fekvő település.

## Története

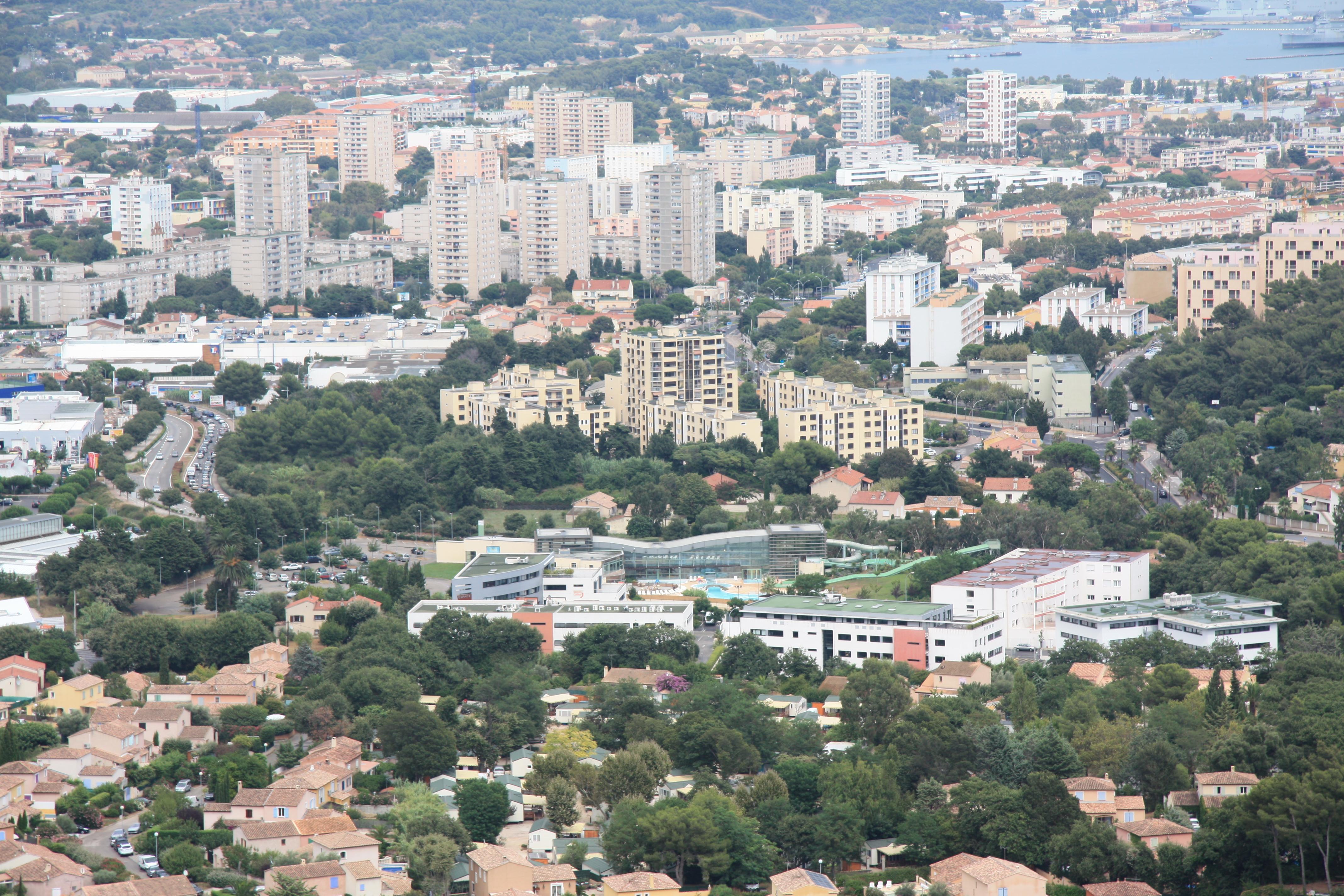
La Seyne-sur-Mer látképe

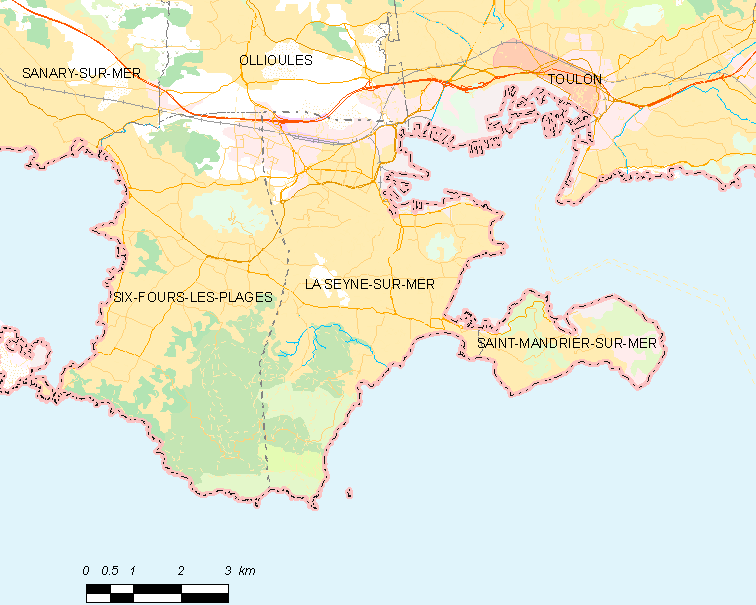
La Seyne-sur-Mer elhelyezkedése a térképen

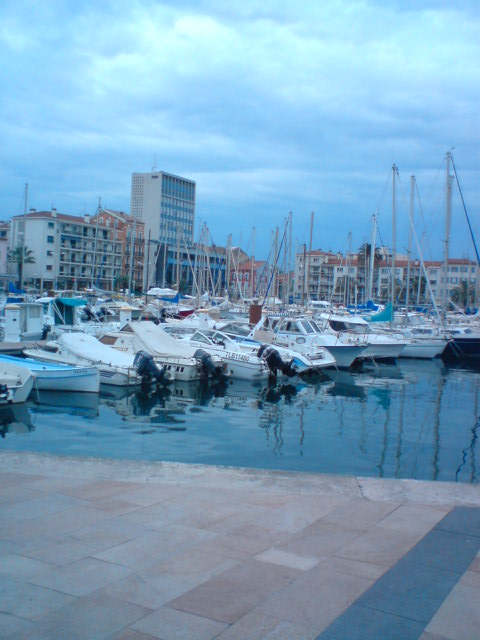
La Seyne-sur-Mer, csónak kikötő

A város fejlődését a Forges et Chantiers de la Méditerranée-nek, a kereskedelmi hajóépítésnek köszönheti.
Itt találhatók Európa legnagyobb hajóépítő gyárai (nagyobb létesítmények még Marseille-ben), amelyek mintegy 3000 munkavállalót foglalkoztatnak. Az elmúlt években azonban a városban már a hagyományos iparágak egyike lett a turizmus is.
A lakosság változatos eredetű és a külső régi külvárosokban jelentős átalakulás zajlik, többszintes lakások építése jelzi a modern fejlődést.

## Éghajlata
La Seyne-sur-Mer a Francia Riviérán található, éghajlatát a mediterrán, forró száraz nyarak és enyhe, viszonylag nedves tél jellemzi. Az öbölben a legnagyobb szélsebességet 148 km/h 1938. november 28-án mérték. A misztrál szél nyugaton rendszeresen érinti a Rhône-deltát. A város északon a Massif des Maures, és közelebbi Mont Caume, és Mont Faron által védett. Az éves átlagos hőmérséklet 15,9 °C. A fagyos napok ritkák, de 1986. február 10-én –7,5 °C hőmérsékletet rögzítettek; és 1956. február 2-án –9 °C-ot is regisztráltak már. Ezzel szemben 1982. július 7-én 40,1 °C melegrekordot mértek. Az átlagos napsütéses órák száma 2899,3 óra, a júliusi éves csúcs 373,8 óra. Egy másik fontos, a mediterrán éghajlatra jellemző érték, az évi 665 mm csapadék, mely viszonylag alacsonyabb értéket képvisel, mint a Földközi-tenger más városaiban, főleg nagyon egyenlőtlenül oszlik meg az eső, mely júliusban kevesebb mint hét milliméter, és közel kilencvennégy milliméter októberben. A huszonnégy óra alatt leesett rekord csapadékmennyiséget 1978. január 16-án mérték, mely 156 mm volt.

## Itt születtek, itt éltek
- Bonaparte Napoléon (1769–1821)
- Jean Gaspard de Vence (1747–1808)
- George Sand (1804–1876)
- Michel Pacha (1819–1907)
- Henri Rieunier (1833–1918)
- Jean Marquet (1883–1954)
- Henri Olive Tamari (1898–1980)
- Édouard Jauffret (1900–1945)
- Fernand Bonifay (1920–1993)
- Gabriel Peres (1920–2004)
- Pierre Moustiers (1924)
- Johannes Galland (1934)
- Henri Tisot (1937–2011)
- Léon Loppy (1966)
- Marcus Malte (1967)
- Frédéric Meyrieu (1968)
- Gérald Orsoni (1972)
- Patrice Collazo (1974)
- Marc Zanotti (1975)
- Sébastien Squillaci (1980)
- Mohamed Sy (1980)
- Camille Traversa (1981)
- Pascal Ragondet (1983)
- John Revox (1983)
- Sébastien Bisciglia (1984)
- Alexis Farjaudon (1985)
- Bafétimbi Gomis (1985) – futballista
- Fabien Lamatina (1985)
- Pier-Nicol Feldis (1986)
- Jérôme J. Dufourg (1986)
- Bruno Lancelle (1986)
- Emmanuel Ragondet (1987)
- Michaël Bodegas (1987) - vízilabdázó

## Galéria

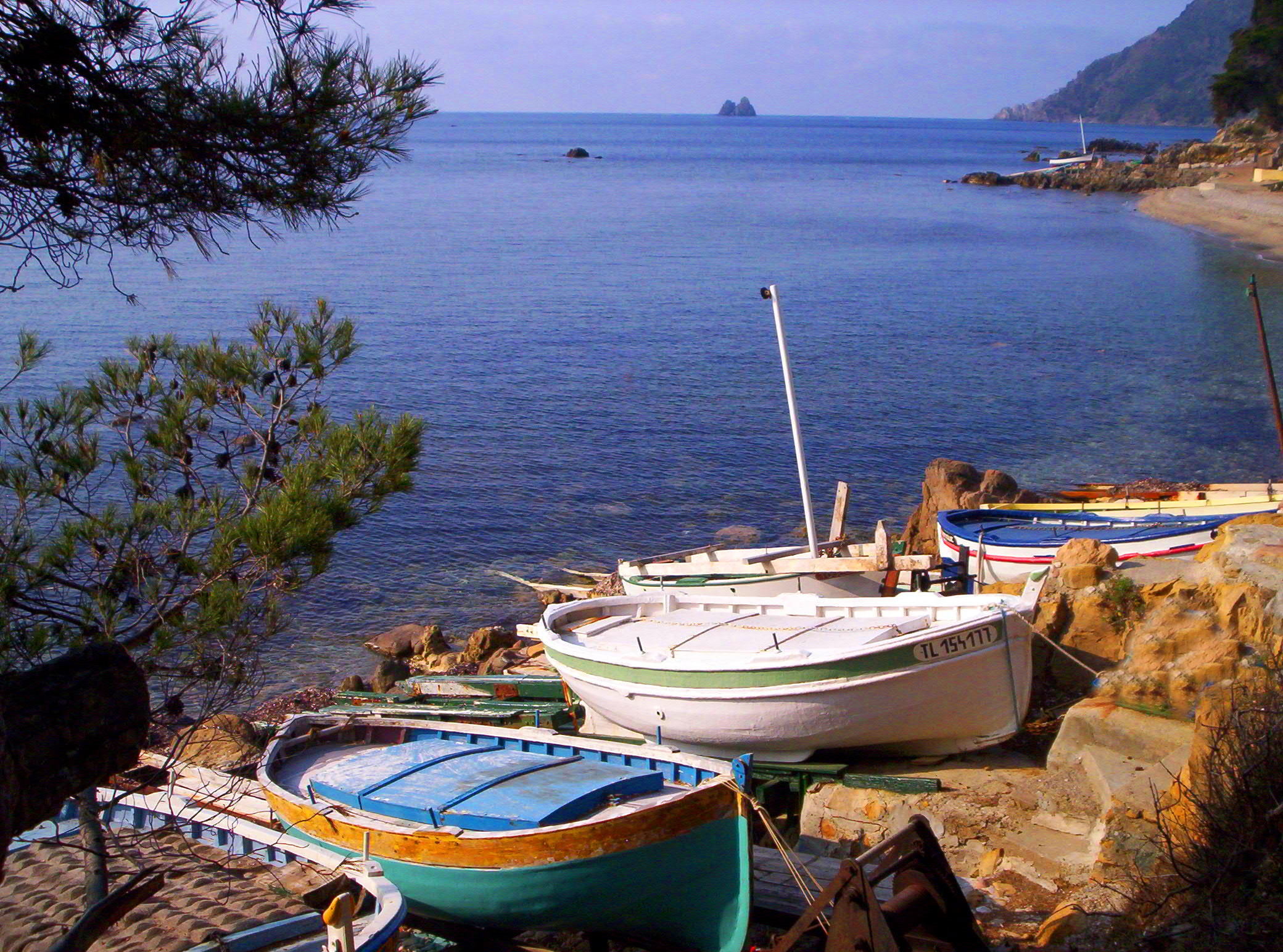
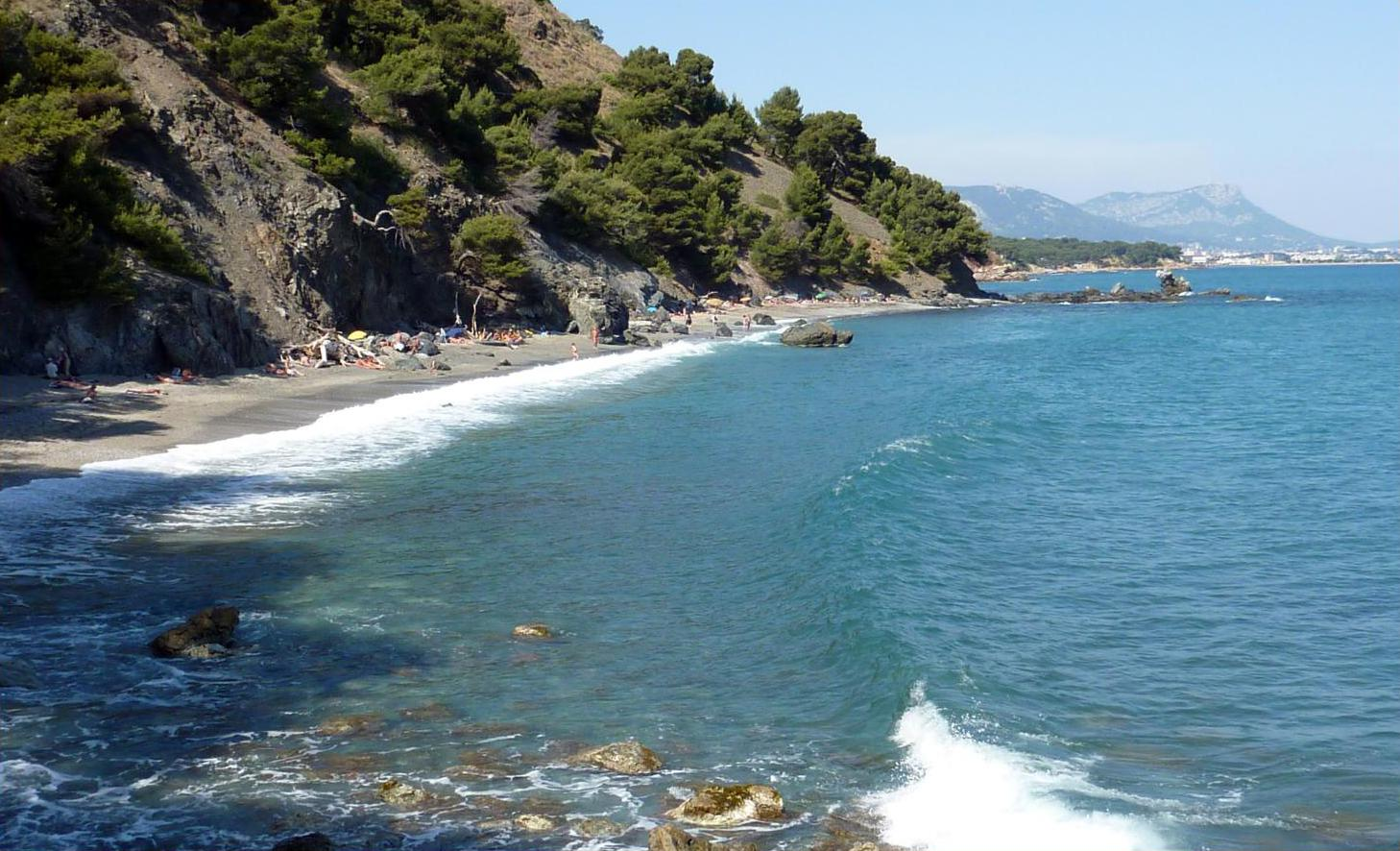
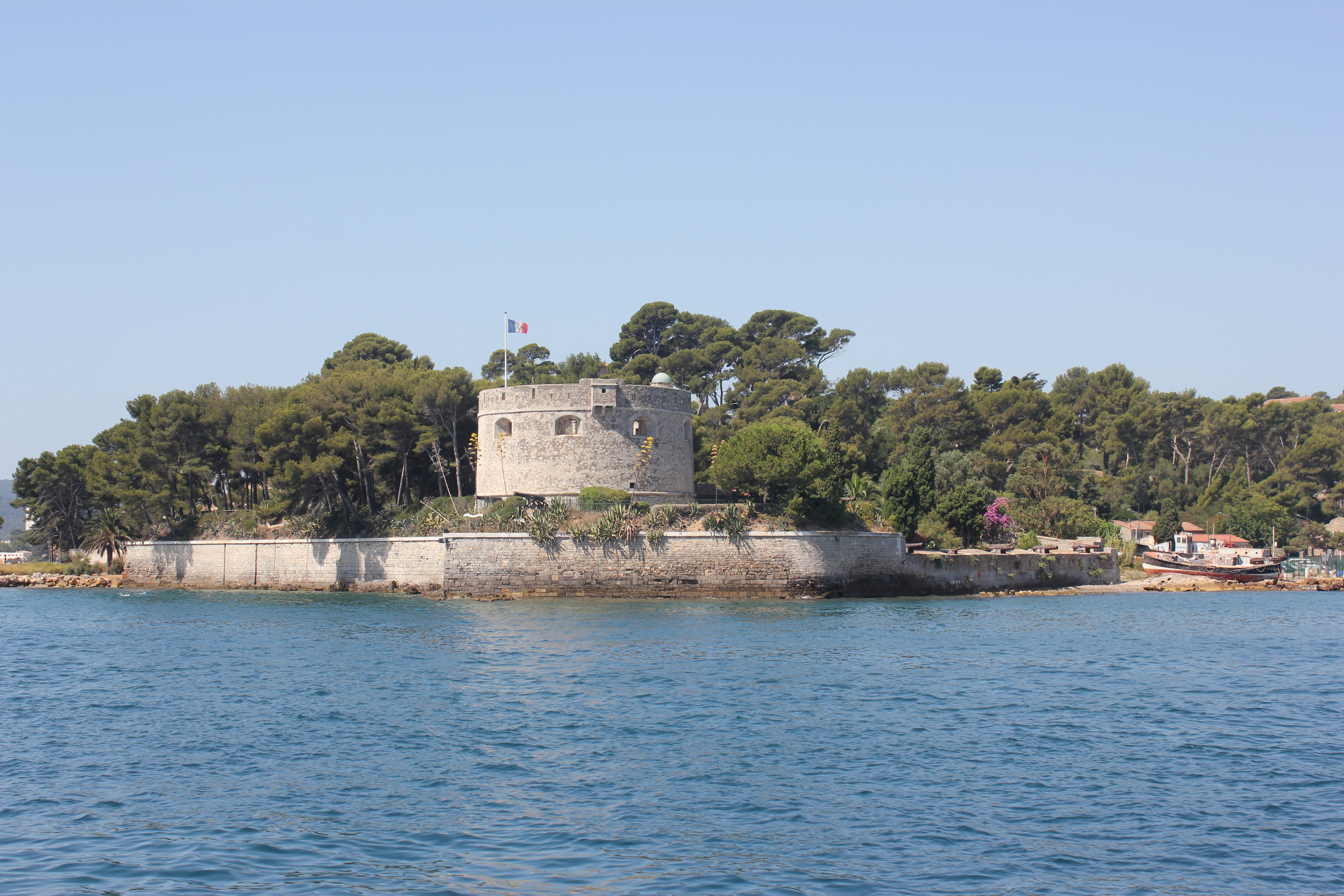
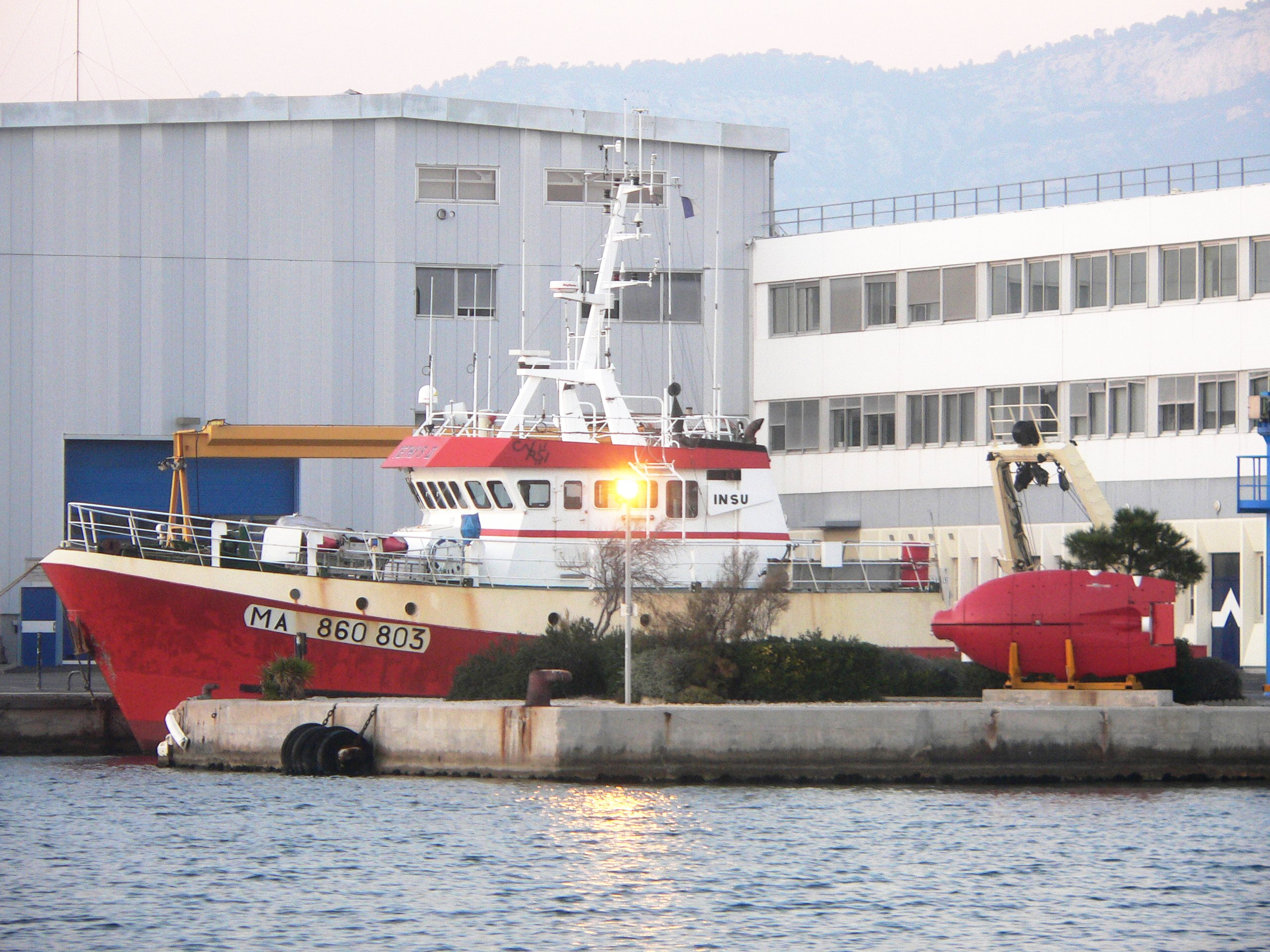
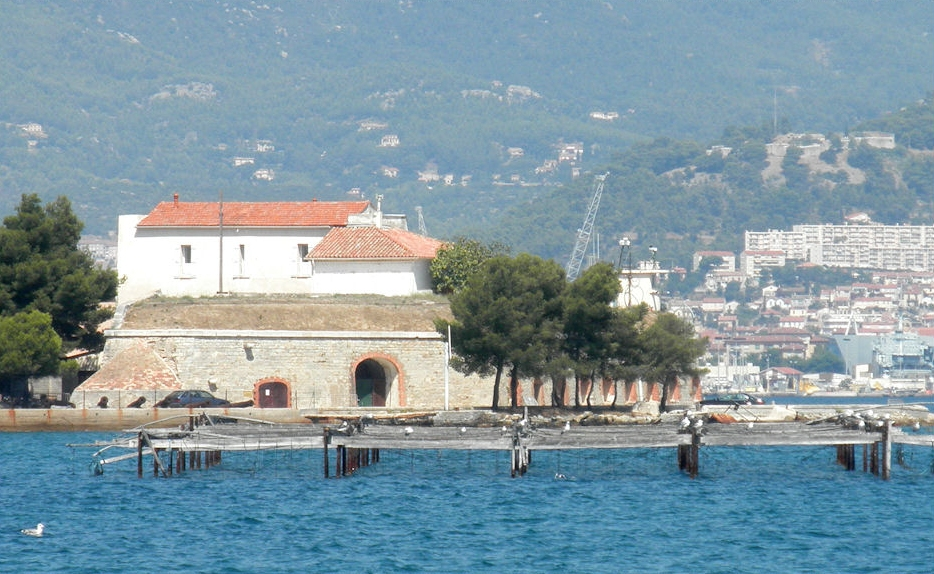
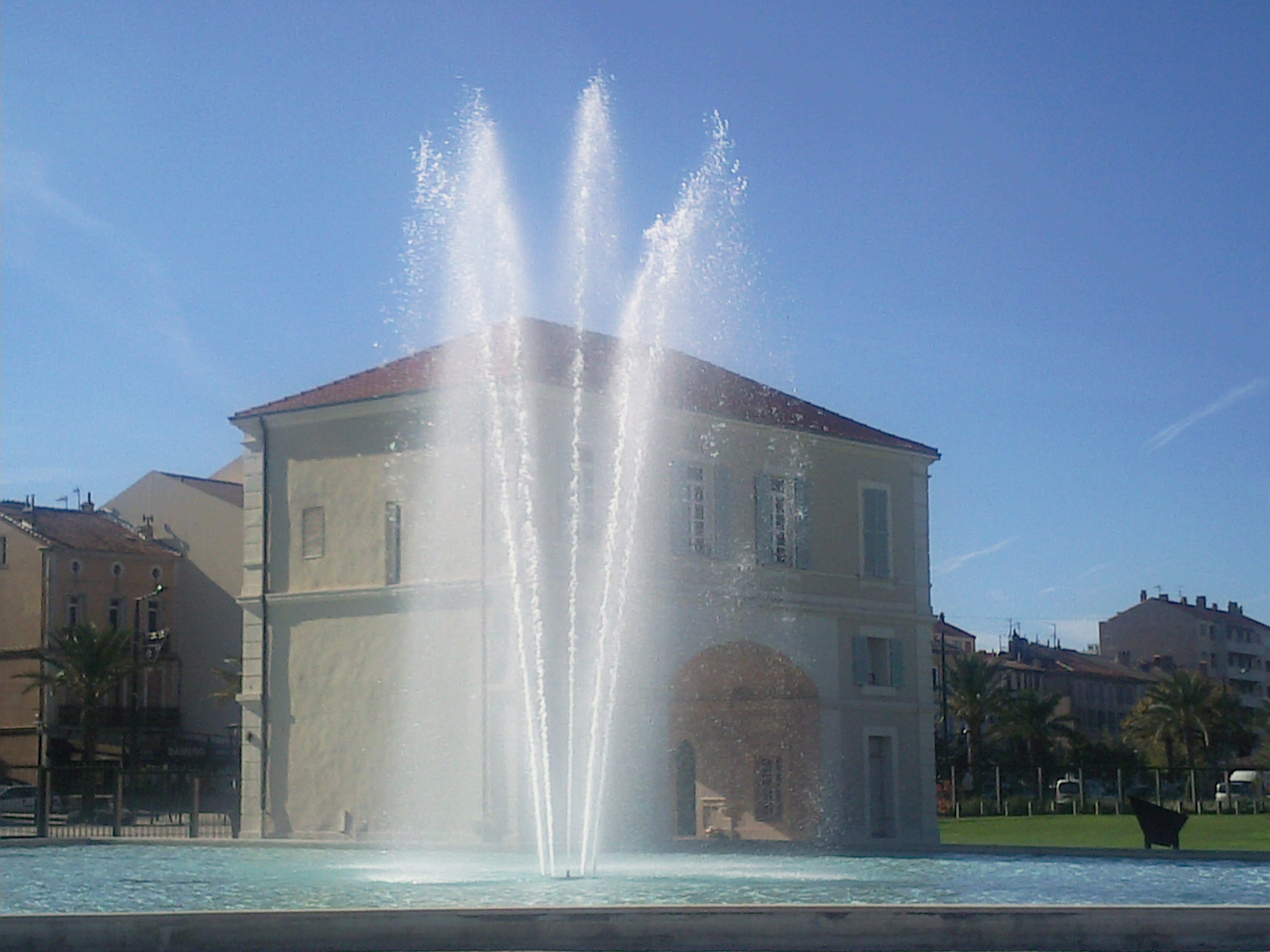
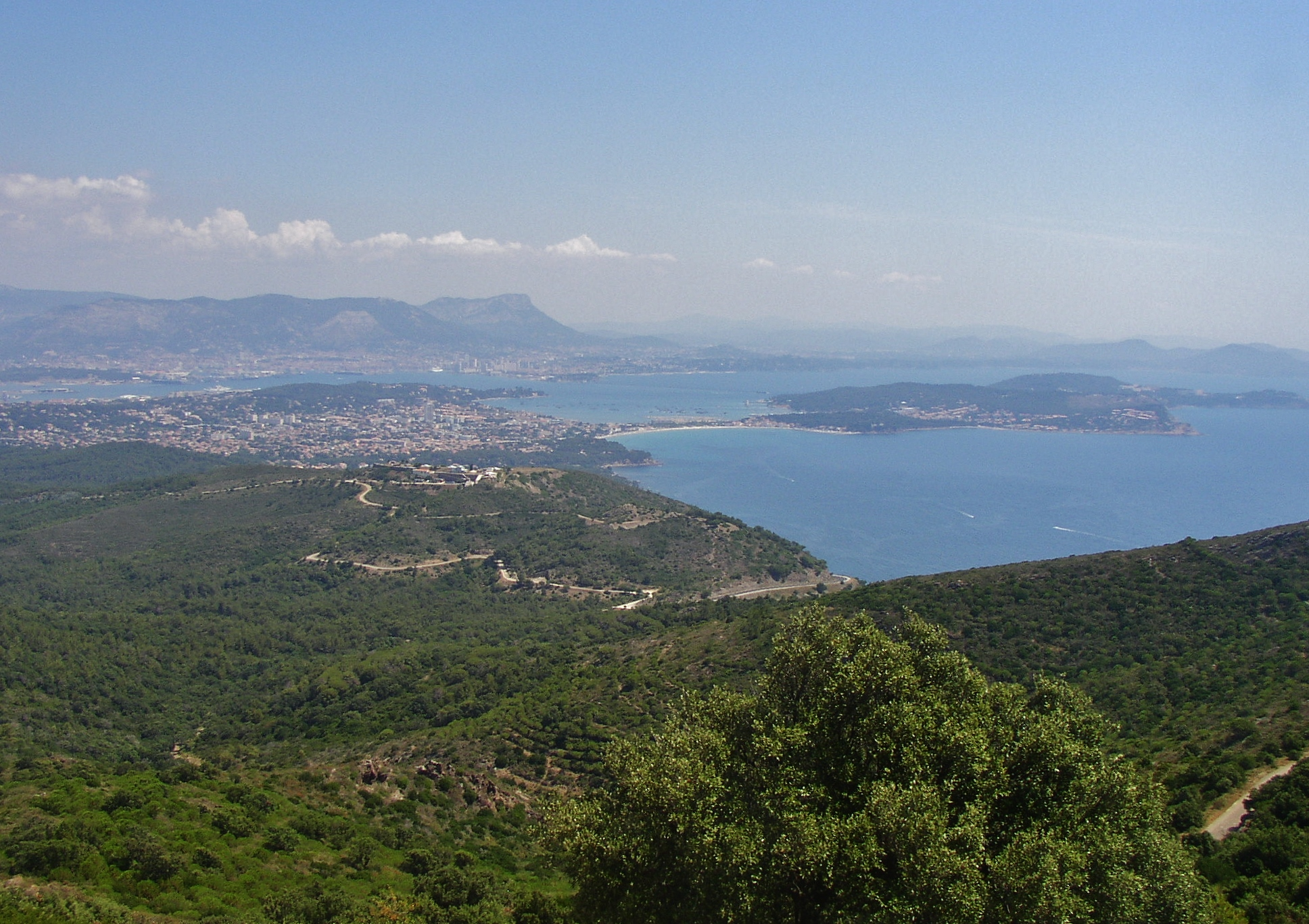
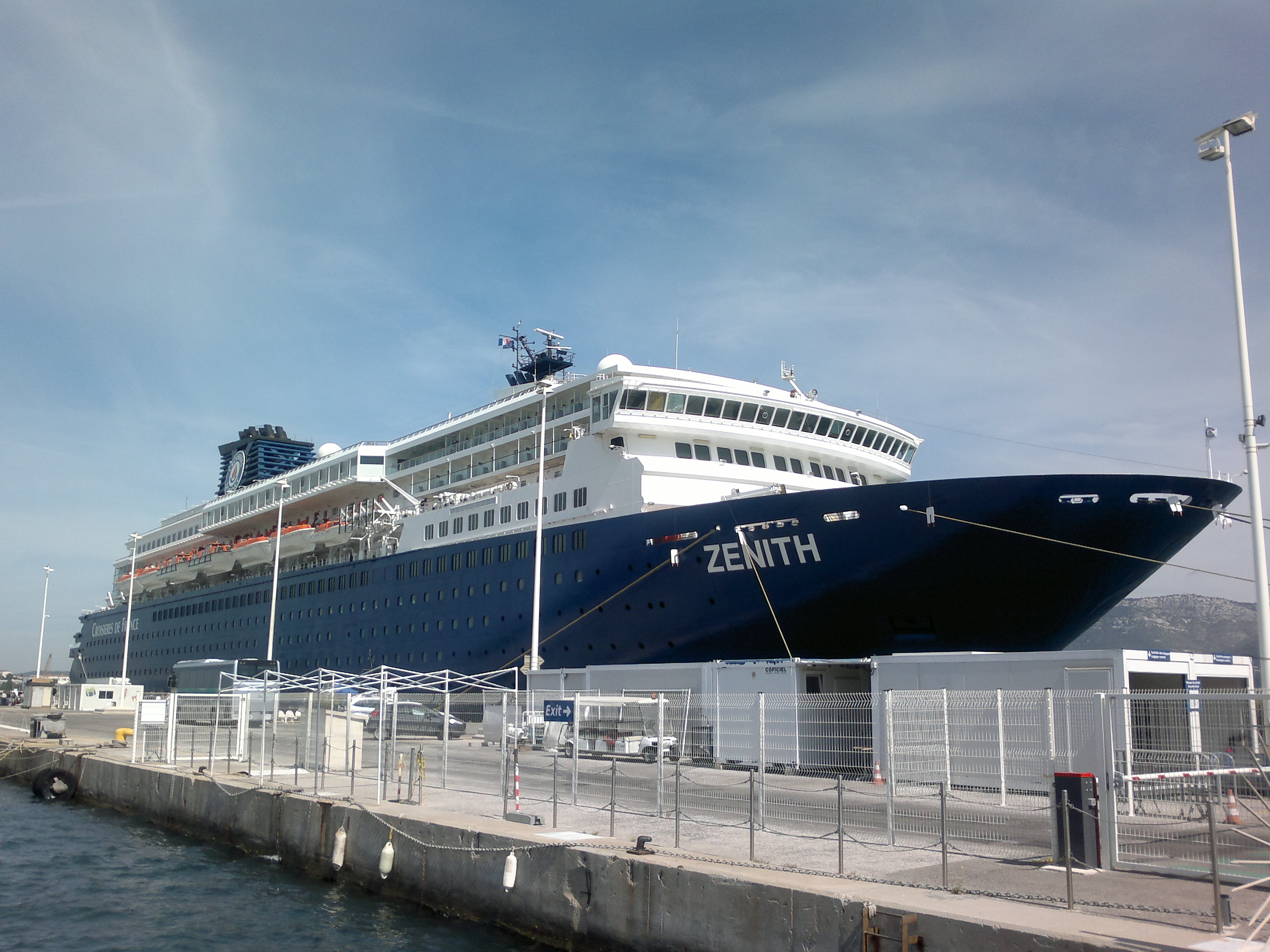